# Bentley Azure
Bentley Azure är en personbil, tillverkad i två generationer av den brittiska biltillverkaren Bentley mellan 1995 och 2011.

## Azure (1995-2003)
Efter trettio år i produktion fick Corniche/Continental-modellen en efterträdare, när Bentley presenterade Azure år 1995. Bilen var en cabriolet-version av Continental R, men man hade tagit hjälp av Pininfarina med formgivningen av tygtaket. År 2000 introducerades syskonmodellen Rolls-Royce Corniche (2000).
Bilen tillverkades i 1 321 exemplar.

## Azure (2006-2011)
På Frankfurt-salongen 2005 presenterade Bentley den andra generationen av den fyrsitsiga cabrioleten Azure. Den nya bilen baserades på Arnage-modellen.
År 2009 kom Azure T med starkare motor och modernare växellåda.

### Motor
| Modell  | Motor             | Cylindervolym | Effekt | Bränslesystem               |
| ------- | ----------------- | ------------- | ------ | --------------------------- |
| Azure   | 8-cyl V-motor ohv | 6761 cm³      | 456 hk | Bränsleinsprutning, biturbo |
| Azure T | 8-cyl V-motor ohv | 6761 cm³      | 507 hk | Bränsleinsprutning, biturbo |